# Vojtech Gerster
Vojtech Mikuláš Gerster (Hongaars: Gerster Béla) (Kassa °20 oktober 1850 - Boedapest † 3 augustus 1923) was een prominente Hongaarse ingenieur-architect, die het Kanaal van Korinthe ontwierp. Hij was tevens mede-ontwerper van het Panamakanaal.

## Leven en werken
Vojtech Gerster (Hongaars: Béla Gerster) werd geboren in 1850 in Kassa (Slowaaks: Košice) en was een zoon van Miklós Gerster. In 1873 studeerde hij af, aan de Technische Universiteit van Wenen. Hij begon in deze stad zijn beroep als burgerlijk ingenieur en was een gerespecteerde expert op het gebied van waterbouwkunde. 
Hij plande onder meer de routes van de volgende kanalen:
- Vukovar - Šabac (Kroatië),
- Opper-Kulpa.

In 1876 vergezelde hij Ferdinand Marie de Lesseps evenals István Türr tijdens een internationale expeditie, met als opdracht de meest geschikte route te vinden voor het interoceanisch Panamakanaal (Centraal-Amerika). Als resultaat van deze onderzoekstocht stelde hij de zone voor, tussen Panama en Colón.

Vroeg in de geschiedenis, in het jaar 68, probeerde keizer Nero reeds in de Landengte van Korinthe (Griekenland) een kanaal aan te leggen maar hij moest dit idee opgeven. Honderden jaren later, in de 19e eeuw, was er daarvoor opnieuw belangstelling. Nadat ingenieur-architect István Türr in 1881 van de Griekse regering toestemming had gekregen om een dergelijke onderneming opnieuw leven in te blazen, kreeg Vojtech Gerster als hoofdingenieur de leiding over dit project. Zijn medewerkers waren vier Hongaarse ingenieurs: István Kauser, László Nyári, Garibaldi Pulszky en István Stéghmüller. 
Gerster begon in 1882 met vierduizend bouwvakkers de 80 meter hoge bergkam te kappen. Dit werk resulteerde in een kanaal dat 6.345 meter lang werd, 25 meter breed, en 8 meter diep. De aarden kliffen erlangs bereiken een maximale hoogte van 63 meter. Er werden tegelijkertijd twee toegangen gebouwd, evenals een brug voor de Peloponnesos-spoorlijn. De bouwwerkzaamheden leverden 11 miljoen kubieke meter zand en steenslag, en vereisten 1.200 ton buskruit en 450 ton dynamiet. De bouw van het kanaal duurde 11 jaar: van 1882 tot 1893.
Op 6 augustus 1893 werd het kunstwerk plechtig ingehuldigd door koning George I van Griekenland en zijn echtgenote, koningin Olga. Dit gebeurde in aanwezigheid van keizer Frans Jozef I van Oostenrijk. De kunstmatige waterweg werd zowat drie maanden later, op 28 oktober 1893, in gebruik genomen.
Gerster schreef over zijn ervaringen een boek in de Hongaarse en Franse taal: "A korinthusi földszoros és átmetszése" en L'Isthme de Corinthe et son percement. Dit boek bevat veel foto's, constructietekeningen en kaarten.

Vojtech Gerster bepaalde ook de tracés van spoorlijnen:
- in Griekenland: de lijn van Athene naar Larisa,
- in Hongarije: 13 lijnen, onder meer de verbinding van Košice naar Turňa nad Bodvou.

Ten slotte leidde hij in 1919 de werken voor de aanleg van het Donau-Tisza-kanaal. 
Hij stierf in Boedapest in 1923 en werd aldaar ter aarde besteld op de Kerepesi-begraafplaats.

## Eerbetoon
Ter nagedachtenis van Gerster werd onder meer aan zijn geboortehuis (Gerster's huis) in Košice een gedenkplaat aangebracht.

## Publicaties
- (hu)  A korinthusi földszoros és átmetszése (1894).
- (fr)  L'Isthme de Corinthe et son percement (1896).

## Illustraties

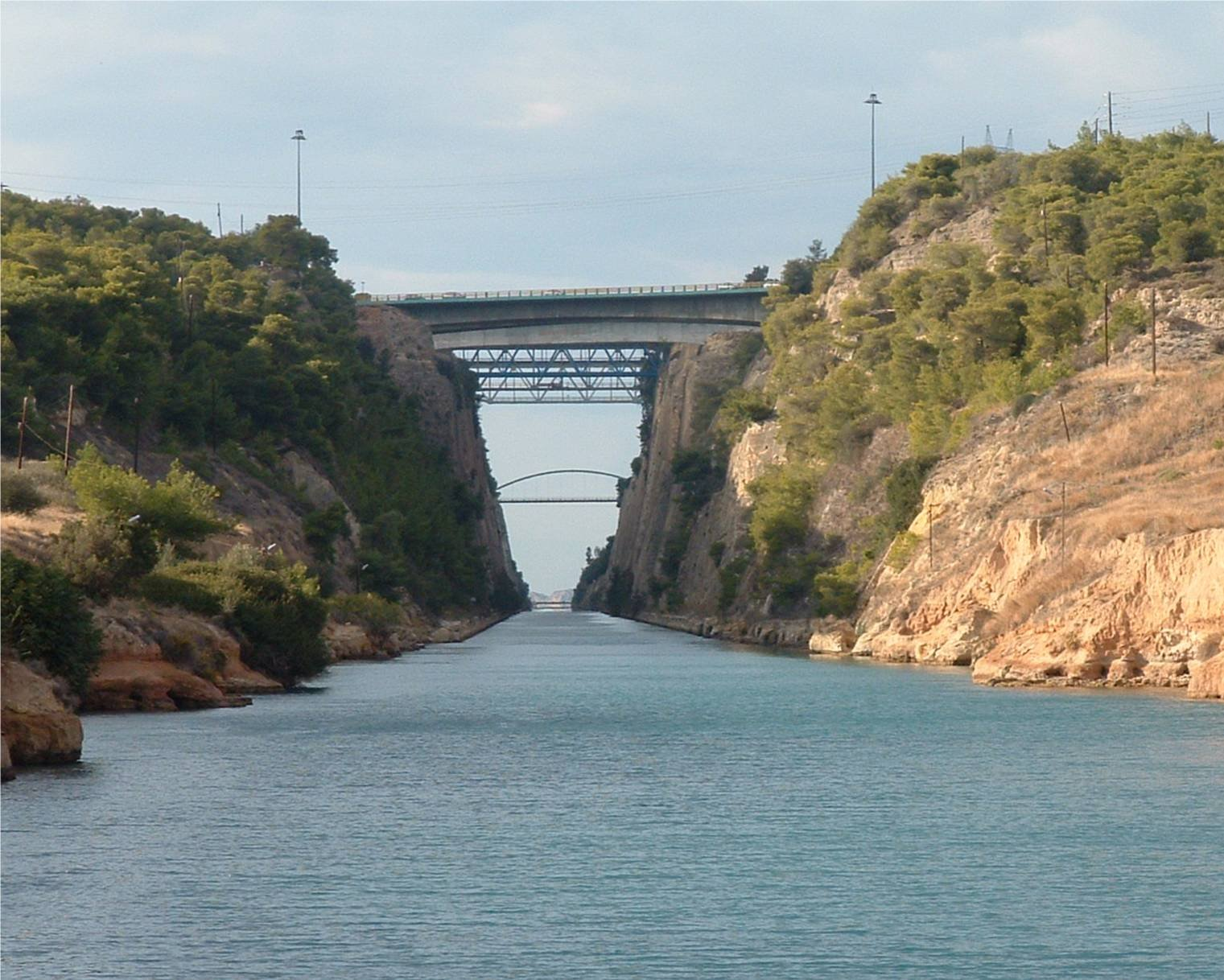
Kanaal van Korinthe
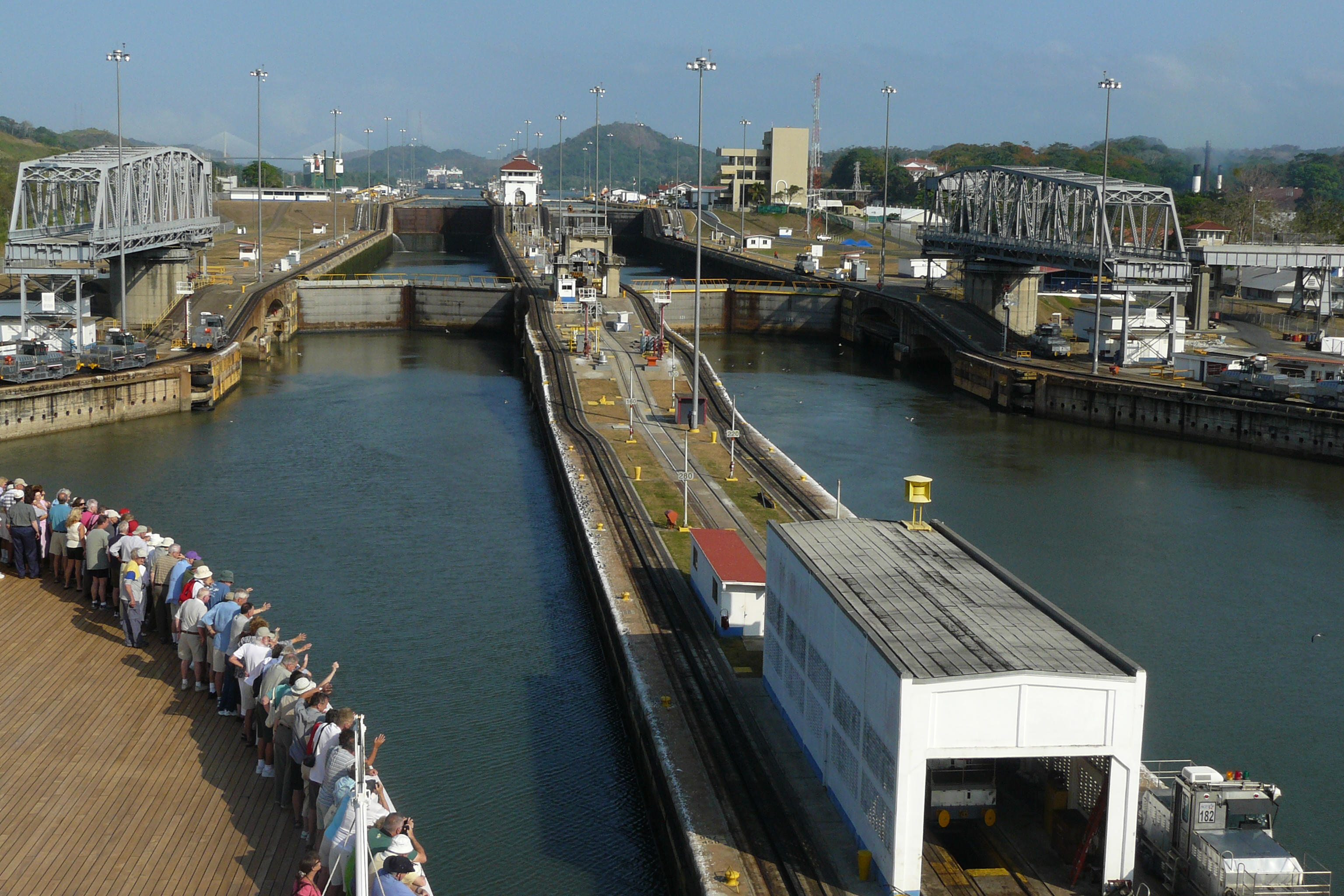
Panamakanaal
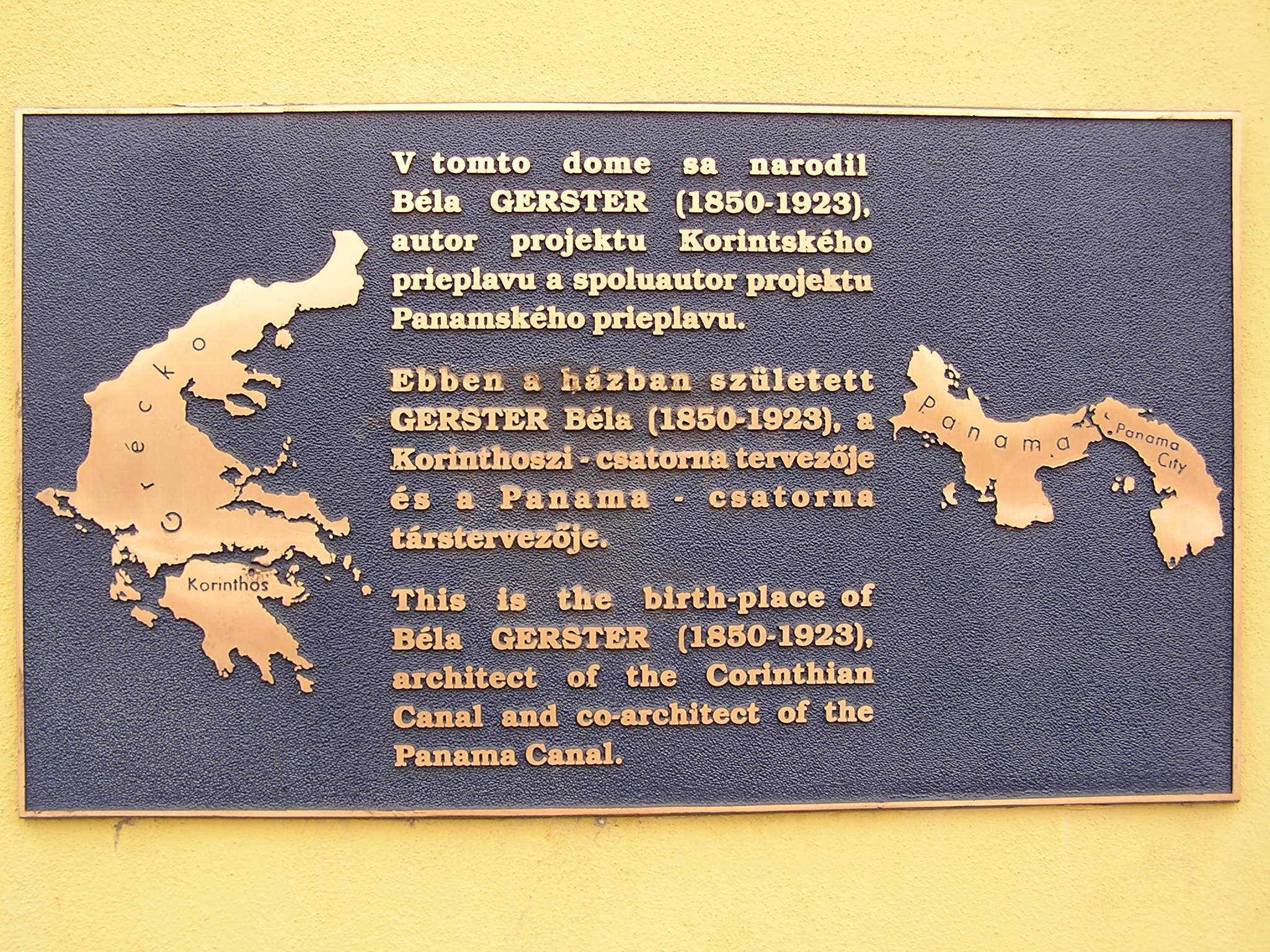
Gedenkplaat aan Gerster's huis: het geboortehuis in Košice.